# Jumpin' with The Iguanas
Jumpin' with The Iguanas è un album del gruppo musicale statunitense The Iguanas, pubblicato nel 1996.

## Tracce
1. Mona (Bo Diddley)
2. I Don't Know Why (Kolokithas)
3. Again & Again (Iggy Pop)
4. Twist and Shout (Medley, Russell)
5. California Sun (Glover, Levy)
6. Slow Down (Williams)
7. I Feel Fine (Lennon-McCartney)
8. Blue Moon (Hart, Rodgers)
9. Things We Said Today (Lennon-McCartney)
10. Louie, Louie (R. Berry)
11. Wild Weekend (Shannon, Todaro)
12. Tell Me (Jagger, Richards)
13. Summertime (G. Gershwin, I. Gershwin, Heyward)
14. Out of Limits (Gordon)
15. Johnny B. Goode (C. Berry)
16. Perfidia (Alberto Domínguez, Leeds)
17. Travelin' Man (Fuller)
18. Louie, Louie (R. Berry)
19. Wild Weekend (Shannon, Todaro)
20. Surfin' Bird (White)
21. Walk, Don't Run (Smith)
22. Tequila (Chuck Rio)

## Formazione
- Iggy Pop - voce, batteria
- Jim McLaughlin - chitarra
- Sam Swisher - sassofono
- Nick Kolokithas - chitarra
- Don Swickerath - basso